# Судови за наводњавање шпанске медитеранске обале
Судови за наводњавање шпанске медитеранске обале ( шпан. Tribunales de regantes del Mediterráneo españo) су традиционални судови за управљање водама који датирају из периода Ал Андалуз (од деветог до тринаестог века). Два главна суда,  Савет мудраца у равници Мурсије и Суд за воду у равници Валенсије, су признати шпанским законом. Ова два суда, чији се чланови бирају демократским путем, решавају спорове усмено на брз, транспарентан и непристрасан начин.
Унеско је ове судове 2009.  године, уписао  на своју репрезентативну листу нематеријалног културног наслеђа човечанства.

## Савет мудраца у равници Мурсије
Савет мудраца (Consejo de Hombres Buenos)је обичајни суд, који је задужен за решавање сукоба око наводњавања у равници Мурсије. 
Има седам географски репрезентативних чланова и има јурисдикцију над корпусом земљопоседника од 23.313 чланова. Пресуде Савета мудраца су усмена, а уобичајено је да нотар преузима изјаве. Комисијом председава градоначелник или његов делегат, који има одлучујући глас у случају нерешеног резултата и који је одговоран за спровођење одлука. Такође има моћ да казни чланове који не присуствују састанцима. Савет мудраца се састоји од пет титуларних чланова и пет адвоката. Адвокати могу да обављају своју функцију само једном годишње. Савет има за циљ да реши проблеме и захтеве појединачних кршења прописа о наводњавању. Савет одржава јавна саслушања сваког четвртка у сали градске куће Мурсије, од девет до поноћи.

## Суд за воду у равници Валенсије
Трибунал за воду у равници Валенсије (Tribunal de las Aguas de Valencia) је правна институција за решавање спорова који произилазе из употребе воде за наводњавање од стране фармера у неколико заједница за наводњавање и канала у равници Валенсије. То је најстарији суд на свету и најстарија демократска институција у Европи.
Суд за воду је обичајни суд. Састоји се од по једног представника званог синдик, из сваке заједнице за наводњавање, укупно њих девет. Један од њих се бира за председника на период од две године. Сваког четвртка Суд се састаје јавно и одржава седницу како би разговарали о разним питањима, углавном о дистрибуцији воде. На државне празнике који падају у четвртак, Суд за воде се састаје претходне среде. Судски извршитељ, уз дозволу председника, позива редом предмете из сваког канала. Суђење се одвија брзо и у потпуности је у Валенсији.
Сваки подносилац жалбе износи свој случај, а затим се оптужени брани и одговара на питања. Тада Суд, са изузетком управника дотичног канала (да би се обезбедила  правичност) одлучи о кривици окривљеног, и ако је утврди, управник канала је тај који изриче казну за починиоца, према Статуту заједница за наводњавање. Суд је потпуно усмен, ништа се не ради писмено и не води се евиденција.

## Значај
Поред своје правне улоге, судови за наводњавање играју кључну улогу у заједницама, што је видљиво из обреда који се обављају приликом изрицања пресуда и чињенице да се судови често појављују у локалној иконографији. Они обезбеђују кохезију међу традиционалним заједницама и синергију између занимања (чувари, инспектори, секачи, итд.), доприносе усменом преношењу знања проистеклих из вековних културних размена, и имају сопствени стручни речник зачињен арапским позајмицама.